# Grewia multiflora
Grewia multiflora är en malvaväxtart som beskrevs av Antoine Laurent de Jussieu. Grewia multiflora ingår i släktet Grewia och familjen malvaväxter. Inga underarter finns listade i Catalogue of Life.

## Bildgalleri

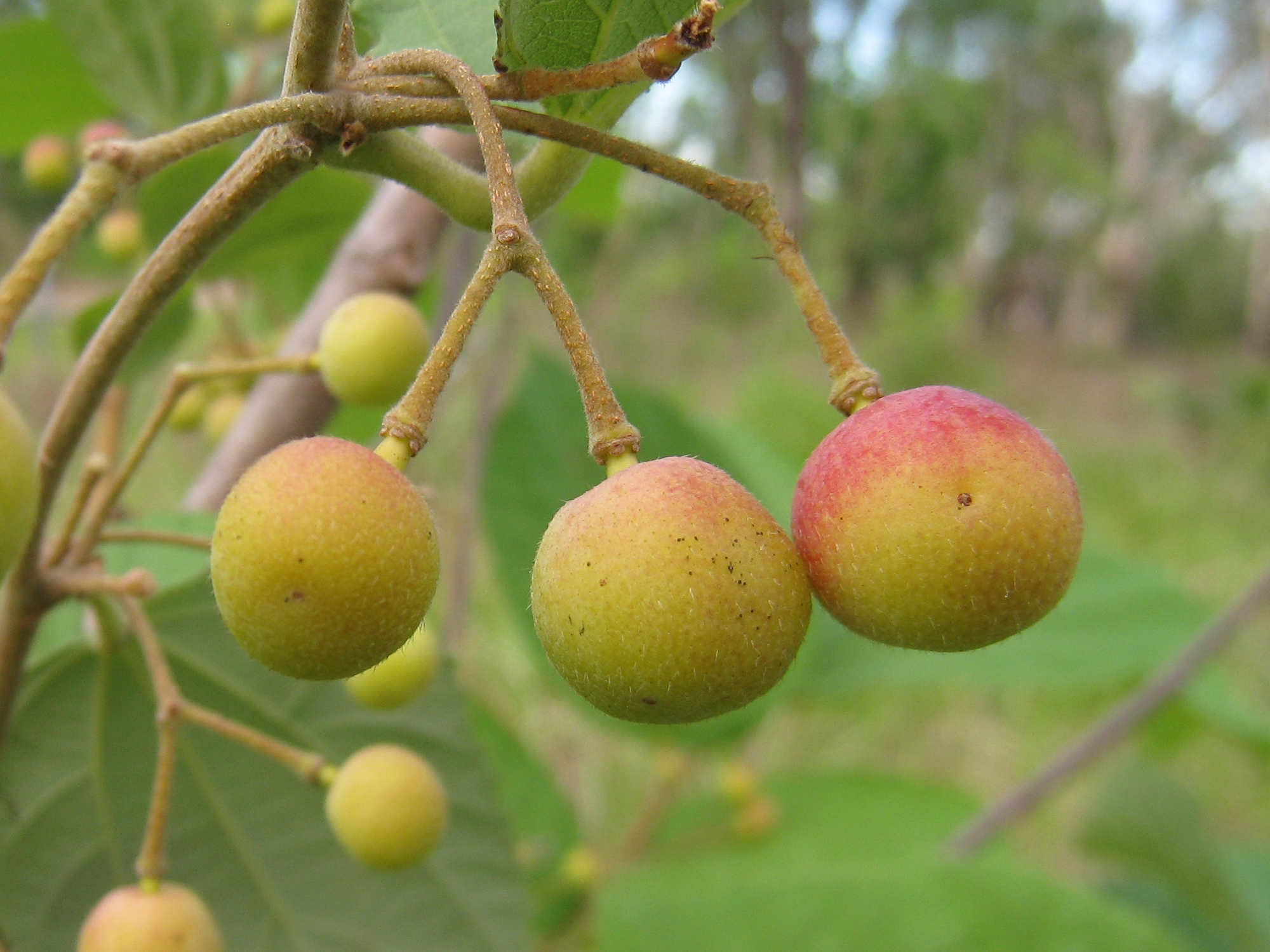
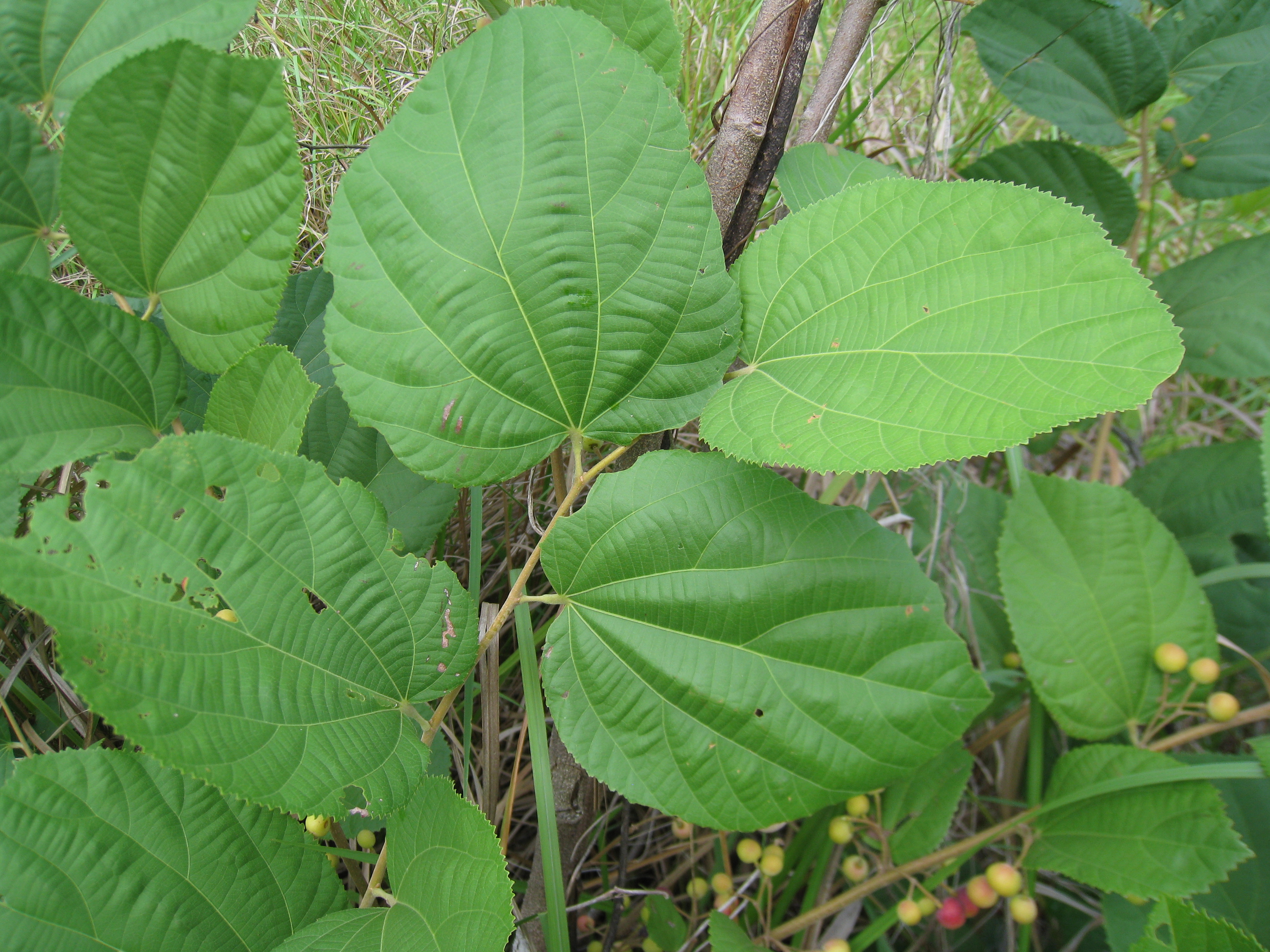